# Esteban Grimalt
Esteban Mauricio Grimalt Fuster (9 de janeiro de 1991) é um jogador de vôlei de praia chileno.

## Carreira
Esteban Grimalt representou, ao lado de Marco Grimalt, seu país nos Jogos Olímpicos de Verão. Nos Jogos Olímpicos de Verão de 2016, terminando na fase de grupos.Conquistaram as medalhas de ouro nos Jogos Bolivarianos de Praia em Trujillo no ano de 2014 e em Iquique no ano de 2016.